# Le Cheix
Le Cheix település Franciaországban, Puy-de-Dôme megyében. Lakosainak száma 689 fő (2022. január 1.). Le Cheix Aubiat, Chambaron-sur-Morge, Sardon és Varennes-sur-Morge községekkel határos.

## Népesség
A település népességének változása:
| Lakosok száma | 620  | 634  | 654  | 663  | 670  | 677  | 681  | 685  | 689  |
|               | 2013 | 2015 | 2016 | 2017 | 2018 | 2019 | 2020 | 2021 | 2022 |